# Cota altissima
La camomilla brucia-occhi (nome scientifico  Cota altissima  (L.) J.Gay., 1855) è una specie di pianta angiosperma dicotiledone della famiglia delle Asteraceae (sottofamiglia Asteroideae, tribù Anthemideae (Eurasian grade) e sottotribù Anthemidinae).

## Etimologia
Il nome del genere (Cota) deriva probabilmente da un nome generico pre-linneiano usato come epiteto per la specie Anthemis cota ("cota" = tazza). L'epiteto specifico (altissima) indica una caratteristica della pianta.
Il nome scientifico della specie è stato definito dai botanici Carl Linnaeus (1707-1778) e Jacques Étienne Gay (1786-1864) nella pubblicazione " Florae Siculae Synopsis, [exhibens plantas vasculares in Sicilia insulisque adjacentibus huc usque detectas secundum systema Linneanum dipositas]. Neapoli" (  Fl. Sicul. Syn. 2: 867) del 1855.

## Descrizione
Portamento. La specie di questa voce ha un habitus erbaceo. La forma biologica della specie è terofita scaposa (T scap), ossia in generale sono piante erbacee che differiscono dalle altre forme biologiche poiché, essendo annuali, superano la stagione avversa sotto forma di seme e sono munite di asse fiorale eretto e spesso privo di foglie. L'indumento è formato da peli basifissi (raramente basifissi). Sono specie rizomatose e/o stolonifere; non particolarmente aromatiche.
Fusto. La parte aerea in genere è eretta, semplice o ramosa-corimbosa in alto. La superficie è subglabra e striata. Altezza massima: 2 - 8 dm.
Foglie. Le foglie lungo il fusto sono disposte in modo alterno, picciolate o sessili. La lamina con forme obovate, oblanceolate o spatolate è di tipo 2-3-pennatosetta. I segmenti di primo ordine hanno la porzione indivisa larga 1 - 1,2 mm. Dimensione delle foglie: 2 - 4 cm.
Infiorescenza. Le sinflorescenze comprendono sia capolini solitari che raggruppati in corimbi più o meno densi. Le infiorescenze vere e proprie sono composte da un capolino terminale di tipo sia radiato. La struttura dei capolini è quella tipica delle Asteraceae: un peduncolo sorregge un involucro, con forme emisferiche, obconiche o ubonate, composto da diverse brattee, al cui interno un ricettacolo fa da base ai fiori di due tipi: fiori del raggio (possono mancare) e fiori del disco. I peduncoli alla fruttificazione s'ingrossano. Le brattee, piatte, ampie e a consistenza spesso cartilaginea (scariose scure o ialine sui margini), sono disposte in modo più o meno embricato su più serie (da 3 a 5). Il ricettacolo, emisferico, è provvisto di pagliette, con forme strettamente spatolate, avvolgenti la base dei fiori. L'apice delle pagliette del ricettacolo dei fiori tubolosi è troncato-bilobo e mucronato. Diametro dei capolini: 3 - 5 cm.
Fiori.  I fiori sono tetra-ciclici (formati cioè da 4 verticilli: calice – corolla – androceo – gineceo) e pentameri (calice e corolla formati da 5 elementi). Si distinguono in:
- fiori del raggio (esterni): sono femminili, fertili e disposti su una sola serie; la forma è ligulata (zigomorfa); a volte possono mancare o essere sterili o neutri;
- fiori del disco (centrali): sono più numerosi con forme brevemente tubulose (attinomorfe); sono ermafroditi fertili.

- Formula fiorale:

*/x K {\displaystyle \infty }, [C (5), A (5)], G 2 (infero), achenio
- Calice: i sepali del calice sono ridotti ad una coroncina di squame.

- Corolla:

- fiori del raggio: la forma della corolla alla base è più o meno tubulosa-imbutiforme (a volte pelosa), mentre all'apice è ligulata; la ligula può terminare con alcuni denti; il colore è bianco; dimensione delle ligule: 3 - 4 x 15 - 18 mm;
- fiori del disco: la forma è tubulare bruscamente divaricata in 5 lobi; i lobi, patenti o eretti, hanno una forma deltata o più o meno lanceolata; il colore può essere giallo o raramente biancastro o rossastro.

- Androceo: l'androceo è formato da 5 stami (alternati ai lobi della corolla) sorretti da filamenti generalmente liberi; gli stami sono connati e formano un manicotto circondante lo stilo. Le antere possono essere sia di tipo basifisso che mediofisso. Il tessuto dell'endotecio non è polarizzato. Il polline è sferico con un diametro medio di circa 25 micron;  è tricolporato (con tre aperture sia di tipo a fessura che tipo isodiametrica o poro) ed è echinato (con punte sporgenti).

- Gineceo: l'ovario è infero uniloculare formato da 2 carpelli. Lo stilo (il recettore del polline) è profondamente bifido (con due stigmi divergenti) e con le linee stigmatiche marginali separate o contigue. I due bracci dello stilo hanno una forma troncata e possono essere papillosi o ricoperti da ciuffi di peli.

- Antesi: maggio a settembre.

Frutti.  I frutti sono degli acheni con pappo (a volte il pappo può mancare). La forma degli acheni è più o meno ob-conica, dorsoventralmente piatta, più o meno bi-alati con 10 strie su ogni faccia. Il pappo di solito è formato da una piccola coppa di squame (auricolate) oppure è assente. Il pericarpo, piuttosto spesso, può contenere delle cellule mucillaginifere, mentre le sacche di resina sono generalmente assenti.

## Biologia
Impollinazione: tramite insetti (impollinazione entomogama tramite farfalle diurne e notturne).

Riproduzione: la fecondazione avviene fondamentalmente tramite l'impollinazione dei fiori.

Dispersione: i semi cadono a terra e vengono dispersi soprattutto da insetti come formiche (disseminazione mirmecoria). Un altro tipo di dispersione è zoocoria: gli uncini delle brattee dell'involucro (se presenti) si agganciano ai peli degli animali di passaggio che portano così i semi anche su lunghe distanze. Inoltre per merito del pappo (se presente) il vento può trasportare i semi anche per alcuni chilometri (disseminazione anemocora).

## Distribuzione e habitat

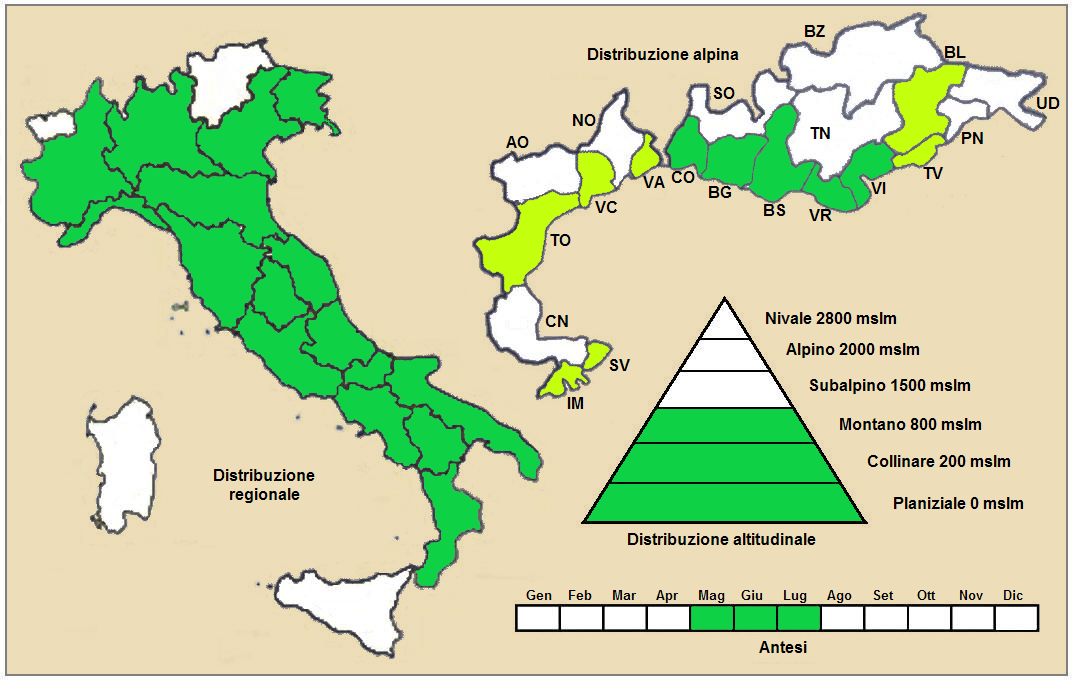
Distribuzione della pianta (Distribuzione regionale – Distribuzione alpina)

Geoelemento: il tipo corologico (area di origine) è  Sud Europeo / Ovest Asiatico.
Distribuzione: in Italia questa specie si trova comunemente più o meno ovunque. Nelle Alpi si trova più o meno al centro. Fuori dall'Italia, sempre nelle Alpi, questa specie si trova in Francia. Sugli altri rilievi collegati alle Alpi è presente nel Massiccio Centrale e Pirenei. Altrove si trova in Asia occidentale.
Habitat: l'habitat tipico per queste piante sono gli incolti erbosi e le colture di cereali. Il substrato preferito è calcareo ma anche siliceo con pH neutro, alti valori nutrizionali del terreno che deve essere arido. 
Distribuzione altitudinale: sui rilievi alpini, in Italia, queste piante si possono trovare fino a 1300 m s.l.m.; nelle Alpi frequentano quindi i seguenti piani vegetazionali: collinare e montano oltre a quello planiziale. 

## Fitosociologia
Dal punto di vista fitosociologico alpino la specie di questa voce appartiene alla seguente comunità vegetale:
Formazione: delle comunità terofitiche pioniere nitrofile.
Classe: Stellarietea mediae
Ordine: Eragrostietalia

## Sistematica
La famiglia di appartenenza di questa voce (Asteraceae o Compositae, nomen conservandum) probabilmente originaria del Sud America, è la più numerosa del mondo vegetale, comprende oltre 23.000 specie distribuite su 1.535 generi, oppure 22.750 specie e 1.530 generi secondo altre fonti (una delle checklist più aggiornata elenca fino a 1.679 generi). La famiglia attualmente (2021) è divisa in 16 sottofamiglie; la sottofamiglia Asteroideae è una di queste e rappresenta l'evoluzione più recente di tutta la famiglia.

### Filogenesi
Il gruppo di questa voce è descritto nella tribù Anthemideae, una delle 21 tribù della sottofamiglia Asteroideae). In base alle ultime ricerche nella tribù sono stati individuati (provvisoriamente) 4 principali lignaggi (o cladi): "Southern hemisphere grade", "Asian-southern African grade", "Eurasian grade" e "Mediterranean clade". Il genere  Cota  (insieme alla sottotribù Anthemidinae) è incluso nel clade Eurasian grade. Nella struttura interna della sottotribù si individuano due cladi. Il genere di questa voce fa parte del clade comprendente i generi Anthemis, Nananthea e Tripleurospermum.
Nella "Flora d'Italia" di Sandro Pignatti le specie italiane di "Cota" sono divise in due gruppi: specie con ciclo biologico annuo e specie con ciclo biologico bienne o perenne. La specie di questa voce appartiene al gruppo "annuo".
I caratteri distintivi della specie  Cota altissima sono:
- il portamento è erbaceo annuale;
- i segmenti delle foglie hanno delle porzioni indivise e larghe;
- i peduncoli alla fruttificazione s'ingrossano;
- l'apice delle pagliette del ricettacolo dei fiori tubolosi è troncato-bilobo e mucronato.

Il numero cromosomico delle specie di questa voce è: 2n = 18.

### Sinonimi
Sono elencati alcuni sinonimi per questa entità:
- Anacyclus altissimus (L.) Samp.
- Anthemis altissima  L.
- Anthemis altissima var. discoidea  Iranshahr
- Anthemis arvensis  Pall. ex M.Bieb.
- Anthemis cota  L.
- Anthemis cota var. brevicuspidata  Eig
- Anthemis cota var. longicuspidata  Eig
- Anthemis reflexa  Moench
- Chamaemelum altissimum  E.H.L.Krause
- Chamaemelum cota  (L.) All.
- Pyrethrum cota  (L.) Eichw.